# Feisal Abdel Latif

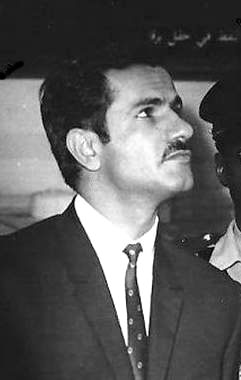
Feisal Abdel Latif

Feisal Abdel Latif al-Shaabi (Arabisch: فيصل عبد الطيف الشعبي) (1935 – 2 april 1970) was een Jemenitisch politicus van de NLF (National Liberation Front). Hij was van april tot juni 1969 eerste minister van de Volksrepubliek Zuid-Jemen onder president Al-Shaabi. Hij werd op 22 juni afgezet in een coup geleid door Mohammed Ali Haithem. Op 10 maart 1970 werd hij samen met politici van oppositiepartij FLOSY (Front for the Liberation of Occupied South-Yemen) zoals Abdullah Asnag en Mohammed Basendwa, gearresteerd. Hij werd ervan beschuldigd een staatsgreep te hebben beraamd. Hij werd op 2 april doodgeschoten bij een vermeende vluchtpoging.